# László Bénes
László Bénes, född 9 september 1997 i Dunajská Streda, är en slovakisk fotbollsspelare som spelar för Hamburger SV. Han representerar även det slovakiska landslaget.

## Karriär
Den 1 februari 2021 lånades Bénes ut av Borussia Mönchengladbach till FC Augsburg på ett låneavtal över resten av säsongen 2020/2021.
Den 21 juni 2022 värvades Bénes av Hamburger SV, där han skrev på ett fyraårskontrakt.